# Anzor Kavazaixvili
Anzor Kavazaixvili   (Batumi, 19 de juliol de 1940) és un exfutbolista georgià de la dècada de 1960 i entrenador.
Fou 29 cops internacional amb la selecció de la Unió Soviètica amb la qual participà en les Copes del Món de futbol de 1966 i 1970.
Pel que fa a clubs, defensà els colors de FC Torpedo Moscou.